# Segelfluggelände Bischofsberg

i7
i11
i13
Das Segelfluggelände Bischofsberg liegt im Gebiet von Mellrichstadt im Landkreis Rhön-Grabfeld in Bayern, etwa 1 km nordwestlich von Mellrichstadt.

## Flugbetrieb
Das Segelfluggelände ist mit einer 900 m langen und 30 m breiten Start- und Landebahn aus Gras (Richtung 08/26) ausgestattet. Es findet Flugbetrieb mit Segelflugzeugen, Motorseglern und Ultraleichtflugzeugen statt. Der Start von Segelflugzeugen erfolgt per Flugzeugschlepp oder Windenstart. Der Halter und Betreiber des Segelfluggeländes ist die Flugsportvereinigung Mellrichstadt e. V.